# Piero Villaggio
Pietro Villaggio, detto Piero (Genova, 30 dicembre 1932 – Rapallo, 4 gennaio 2014), è stato un matematico e ingegnere italiano, nonché uno dei maggiori esperti, a livello internazionale, di teoria classica dell'elasticità.

## Biografia e carriera
Nacque a Genova il 30 dicembre 1932. Figlio dell'ingegnere palermitano Ettore Villaggio (1905–1992) e dell'insegnante di lingua tedesca e glottologa Maria Faraci (1905–1999), nonché fratello gemello dizigote dell'attore Paolo Villaggio, dopo il diploma al Liceo ginnasio Andrea D'Oria, si formò culturalmente e scientificamente all'Università degli Studi di Genova, dove discusse la laurea in Ingegneria civile, nel 1957 con una tesi in meccanica dei fluidi, presso l'Istituto di Scienza delle Costruzioni, in un'epoca di particolare fervore scientifico e culturale per la presenza, fra altri, di Riccardo Baldacci (di cui divenne assistente ordinario nel 1959) ed Edoardo Benvenuto, affiancandovi una parallela attività di studio in matematica applicata sotto la guida del matematico Guido Stampacchia nel periodo in cui quest'ultimo insegnò a Genova. Proseguì gli studi di ricerca sotto la supervisione dell'ingegnere e matematico Giulio Krall, a Roma, con una borsa di studio INDAM. Dal 1966 fu professore ordinario di Scienza delle costruzioni presso la Facoltà di Ingegneria dell'Università di Pisa, ateneo presso il quale trascorrerà tutta la sua carriera, fino alla nomina a professore emerito nel 2008.
Fin dall'inizio della sua carriera accademica aveva sviluppato un forte interesse per svariati temi di ricerca, dalla meccanica e la matematica applicata all'ingegneria, alla storia e filosofia della scienza. Dopo aver tenuto il corso di Equazioni differenziali della Fisica Matematica all'INDAM nell'anno accademico 1979-80, dal 1982 tenne regolarmente un corso di Fluidodinamica e Meccanica dei continui presso la Scuola di Perfezionamento della Normale di Pisa. Per molti anni tenne anche un corso di Equazioni differenziali della Fisica Matematica nell'ambito del locale Dottorato di Ricerca in Ingegneria delle Strutture, poi nella Scuola di Dottorato in Ingegneria. Dal 2000 insegnò Calcolo delle variazioni per il corso di laurea in Ingegneria aerospaziale. Era membro dell'Accademia Nazionale dei Lincei dal 1998.
Appassionato di montagna, maturò un curriculum alpinistico di elevatissimo profilo che gli valse l'ammissione al C.A.A.I (Club Alpino Accademico Italiano), divenendone socio.
Piero Villaggio fu visiting professor presso la Johns Hopkins University di Baltimora, la Heriot-Watt University di Edimburgo e, più volte, presso la Minnesota University di Minneapolis.
Membro del comitato di redazione di diverse riviste internazionali come Meccanica, Journal of Elasticity, Mathematics and Mechanics of Solids, ha lasciato oltre 100 pubblicazioni e due importanti trattati specialistici in lingua inglese. Incentivato dal fisico teorico Luigi Arialdo Radicati di Brozolo, curò il commento storico-critico dell'opera meccanica di Johann Bernoulli, la cui opera omnia era diretta da David Speiser, col patrocinio del governo svizzero e della casa editrice Birkhäuser. È stato ritenuto uno dei maggiori esperti internazionali di teoria dell'elasticità. Studioso di storia e filosofia delle scienze, svolse pure una vasta attività divulgativa, tra l'altro sviluppando alcune teorie epistemologiche sul modello scientifico-matematico. Internazionalmente molto noto, soprattutto negli Stati Uniti d'America, nel 2002 – in occasione del suo 70º compleanno – gli è stato dedicato un fascicolo speciale del Journal of Elasticity e venne scritta una sua biografia.
Nel 2011, fu eletto socio ordinario nazionale dell'Accademia Nazionale dei Lincei.
È morto il 4 gennaio 2014 all'età di 81 anni all'ospedale di Rapallo a causa di una grave patologia polmonare conseguenza delle complicanze di una rovinosa caduta accidentale. Dopo tre giorni è stato celebrato il funerale presso la chiesa di Santa Teresa del Bambin Gesù di Albaro a Genova; è tumulato nel cimitero monumentale di Staglieno.

## Libri
- Qualitative methods in elasticity, Amsterdam: Noordhoff, 1977 - ISBN 978-90-286-0007-2
- Mathematical Models for Elastic Structures, Cambridge (UK): The University Press, 1997 - ISBN 978-05-118-2285-8
- Die Werke von Johann I und Nicolaus II Bernoulli, Basel: Birkhauser, 2007 (curatore).
- I Libri della Scienza: la collezione ottocentesca della Biblioteca di Ingegneria, Università di Pisa, 2004 (con altri autori).